# Nora Baltruweit

a Compétitions nationales et continentales officielles uniquement.

b Matchs officiels uniquement.
Nora Baltruweit, née le 4 août 1997 à Aix-la-Chapelle (Allemagne), est une joueuse internationale allemande de rugby à XV. Elle évolue au poste de deuxième ligne.
Finaliste en 2016 du championnat des provinces néo-zélandaises, elle remporte en 2024 le titre de championne de France avec le Stade bordelais.

## Biographie
Nora Baltruweit naît le 4 août 1997 à Aix-la-Chapelle[réf. nécessaire]. Elle commence la pratique du rugby à XV avec le Rugby Club Aachen, puis rejoint le RSV Köln pour la saison 2014-2015.
En 2015, elle porte le brassard de capitaine de l'équipe d'Allemagne des moins de 18 ans de rugby à sept.
Partie voyager en Nouvelle-Zélande, elle rejoint début 2016 le College Rifles RFC tout en travaillant à Auckland comme superviseure dans une entreprise de logistique. Elle remporte avec son club le championnat de la province d'Auckland et est sélectionnée pour plusieurs matchs avec l'équipe provinciale Auckland Storm dans le cadre de la Farah Palmer Cup, le championnat des provinces néo-zélandaises,,,. Elle et son équipe échouent en finale.
Après un nouveau passage à Cologne, elle s'installe en 2017 en Angleterre, où elle joue pour les Wasps (en) jusqu'en 2022. Pendant cette période, elle est notamment sélectionnée avec l'équipe féminine des Barbarians en 2018, qui dispute alors la deuxième rencontre de son histoire (contre la British Army). Lors de ce match, elle inscrit un essai et contribue à la victoire 37 à 0 de son équipe. Cette même année, elle est retenue dans l'équipe d'Allemagne à XV au championnat d'Europe, où son pays atteint la troisième place, et à nouveau en 2019. Lors de son cinquantième match en Premiership début 2020, elle subit une déchirure des ligaments croisés et du ménisque qui la tient éloignée des terrains plusieurs mois.
Pour la saison 2023-2024, elle est accueillie en France au Stade bordelais. Elle y participe à la Coupe de France et au championnat de France. Entrée en jeu pour un match de la phase de qualification et pour le quart de finale, elle contribue à l'obtention par les Lionnes du titre de championne de France 2023-2024 mais ne dispute pas la finale.
Elle retourne en Angleterre pendant l'été 2024 pour jouer avec les Exeter Chiefs.

### Études et activité professionnelle
Après un bachelor en Science de la force et du conditionnement et un master en Biomécanique appliquée au sport et à l'exercice obtenus à l'université St Mary de Twickenham à Londres,, Nora Baltruweit travaille en 2022 chez Vicon, une entreprise qui développe des systèmes d’enregistrement de mouvements pour les secteurs des sciences de la vie, du divertissement et de l'ingénierie ; elle dispense en même temps des formations en biomécanique dans l'université qui l'a formée.

## Palmarès

### En club et province
- Finaliste de la Farah Palmer Cup en 2016 avec Auckland.
- Vainqueur du Championnat de France en 2024 avec le Stade bordelais.
- Finaliste de la Coupe de France en 2024 avec le Stade bordelais.

### En équipe nationale
- Troisième du Championnat d'Europe en 2018 avec l'équipe d'Allemagne.